# دوروتا باناسچزیک
دوروتا باناسچزیک (انگلیسی: Dorota Banaszczyk: متولد ۱۹۹۷ در ووچ، لهستان) یک ورزشکار کاراته لهستانی است که در کومبته ۵۵- کیلوگرم رقابت می‌کند. بزرگترین موفقیت او کسب مدال طلای مسابقات قهرمانی بزرگسالان جهان در سال ۲۰۱۸ در کومیته انفرادی دسته ۵۵ کیلوگرم است.
او در مسابقات جهانی ۲۰۱۷ که در وروتسواو، لهستان برگزار شد، در مسابقات کومیته ۵۵ کیلوگرم زنان رقابت کرد.

## دستاوردها
۲۰۱۸

- طلا بیست و چهارمین دوره مسابقات قهرمانی کاراته جهان - (اسپانیا) - کومیته ۵۵- ک‌گ

۲۰۱۹

- نقره لیگ برتر کاراته پاریس ۲۰۱۹ - (فرانسه) - کومیته ۵۵- ک‌گ

۲۰۱۷

- طلا 10th WKF Training Camp & Karatei Youth CUP (CRO) - کومیته ۵۵- ک‌گ

۲۰۱۷

- برنز چهارمین دوره مسابقات قهرمانی جوانان و نوجوانان و زیر ۲۱ سال EKF (بلژیک) - کومیته ۵۵- ک‌گ

۲۰۱۳

- طلا لیگ برتر کاراته و جام جهانی جوانان ۲۰۱۳ – Grand Final - سالزبورگ ۲۰۱۳ (اتریش) - کومیته ۵۵- ک‌گ